# جواد استکی
جواد استکی سرتیپ سپاه پاسداران انقلاب اسلامی است، که هم‌اکنون به‌عنوان فرمانده قرارگاه سیدالشهدا فعالیت می‌کند و فرمانده ارشد سپاه در استان‌های اصفهان، چهارمحال و بختیاری و یزد است.
وی فعالیت نظامی را پس از وقوع انقلاب ۱۳۵۷ در سپاه اصفهان آغاز کرد، پس از وقوع غائله کردستان به این منطقه اعزام شد و در خلال جنگ ایران و عراق از فرماندهان نیروی زمینی سپاه پاسداران بود و فرماندهی تیپ ویژه شهدا را برعهده داشت.
استکی از ۱۳۷۶ تا ۱۳۷۸ فرمانده سپاه استان اصفهان (فرمانده منطقه مقاومت بسیج اصفهان) بود، در فاصله سال‌های ۱۳۷۹ تا ۱۳۸۳ فرماندهی لشکر ۱۴ امام حسین را برعهده داشت و با حفظ سمت، به‌عنوان فرمانده ارشد سپاه پاسداران در استان اصفهان فعالیت می‌کرد. وی از ۱۳۸۳ تا ۱۳۸۸ مشاور عالی فرمانده کل سپاه پاسداران بود و از ۱۳۸۸ تاکنون فرمانده قرارگاه سیدالشهدا است.